# Vezvānaq
Vezvānaq (persiska: وزوانق, وَزوانَق, وَزوَنغ) är en ort i Iran.   Den ligger i provinsen Markazi, i den nordvästra delen av landet, 250 km sydväst om huvudstaden Teheran. Vezvānaq ligger 1 651 meter över havet och antalet invånare är 150.
Terrängen runt Vezvānaq är platt åt nordost, men åt sydväst är den kuperad. Runt Vezvānaq är det ganska tätbefolkat, med 120 invånare per kvadratkilometer. Närmaste större samhälle är Mīlājerd, 14,8 km nordost om Vezvānaq. Trakten runt Vezvānaq består till största delen av jordbruksmark.